# Audition secrète : Qui deviendra une star sans le savoir ?
Audition secrète : Qui deviendra une star sans le savoir ? est une émission de télévision française diffusée sur M6 du 24 juillet 2018 au 21 août 2018 et animée par David Ginola et Éric Antoine.

## Diffusion
L'émission est diffusée le mardi soir en première partie de soirée. 
Initialement programmée à partir du 17 juillet 2018, elle est reportée d'une semaine en raison de la diffusion d'un documentaire sur la victoire de l'équipe de France de football à la Coupe du monde 2018 deux jours plus tôt, intitulé Champions du monde, la France en fête.

## Concept
Les candidats d'Audition secrète sont des chanteurs amateurs, âgés de 16 à 70 ans, n'osant pas ou refusant de se présenter à des castings. Ceux-ci ont été inscrits à l'émission par leurs proches à leur insu.

### Auditions secrètes
Le candidat est alors emmené par lesdits proches sur le lieu de tournage, sous un certain prétexte (récupérer des tickets pour match de foot, ou un entretien par exemple). Il arrive alors dans un couloir terminé par un sas, le tout n'étant qu'un décor permettant de l'amener au centre du plateau. Son arrivée est filmée en caméra cachée. Le sas est en fait une grande boîte cubique, formant l'unique séparation entre le candidat et le plateau.
Le décor ainsi monté finit par tomber au bout de quelques secondes, révélant au candidat qu'il se trouve en fait sur un plateau de télévision. Le candidat est alors accueilli sous les applaudissements du public, par Éric Antoine, lui révélant la supercherie que ses proches ont montée, avant de lui proposer de chanter devant le public sur le plateau, en prime-time.
Si le candidat accepte, alors il préparera une chanson de son choix et subira un bref relooking avant de monter sur scène à nouveau pour interpréter sa chanson (trois jours se seront écoulés entre-temps). Dissimulés derrière un miroir sans tain se trouvent les producteurs Pascal Nègre et Julien Creuzard, le candidat ignorant leur présence. Si ceux-ci sont convaincus par la prestation du candidat, ils se lèvent, et avec eux se lève le miroir sans tain qui les dissimulait. Le candidat apprendra alors qu'il vient de passer une audition secrète avec succès, et les producteurs proposeront au candidat d'aller plus loin dans l'émission, dans la deuxième audition.
Le tournage de ces auditions à l'aveugle a lieu en février 2018.

### Deuxième audition
Les candidats ayant été sélectionnés lors de leur audition secrète sont auditionnés une deuxième fois par le jury, individuellement, sur une chanson imposée qu'ils ont eu une semaine pour préparer. Contrairement à la première audition, la deuxième ne se passe pas en public, ni sur un plateau de télévision. Le jury délibère par la suite, avant d'annoncer en face-à-face au candidat s'il poursuit l'aventure ou non.

## Candidats

### Épisode 1
Le premier épisode est diffusé le 24 juillet 2018 à 21 h.
| Candidat  | Âge    | Piège                               | Épreuve 1 : Audition secrète        | Épreuve 1 : Audition secrète | Épreuve 2 : Titre imposé          | Épreuve 2 : Titre imposé |
| Candidat  | Âge    | Piège                               | Chanson                             | Choix du jury                | Chanson                           | Choix du jury            |
| --------- | ------ | ----------------------------------- | ----------------------------------- | ---------------------------- | --------------------------------- | ------------------------ |
| Maud      | 19 ans | Participer à un cours de yoga       | Ma Benz - Brigitte                  |                              | If Ain't got you - Alicia Keys    | -                        |
| Fauve     | 29 ans | Participer à un stage de pâtisserie | Heavy Cross - Gossip                |                              | Éteins la lumière - Axel Bauer    |                          |
| Lance     | 21 ans | Amené par surprise sur le plateau   | Another Love - Tom Odell            |                              | Le paradis Blanc - Michel Berger  |                          |
| Marion    | -      | Faire des essayages pour un clip    | All about the bass - Meghan Trainor | -                            | -                                 | -                        |
| Robin     | 21 ans | -                                   | Caravane - Raphael                  | -                            | -                                 | -                        |
| Alex      | 23 ans | -                                   | Perfect - Ed Sheeran                | -                            | -                                 | -                        |
| Deborah   | 26 ans | Amenée sur le plateau par surprise  | La Corrida - Francis Cabrel         |                              | Réseaux - Niska                   |                          |
| Alexandre | 25 ans | -                                   | Heartbreak Hotel - Elvis Presley    | -                            | -                                 | -                        |
| Antoine   | 24 ans | -                                   | Toxic - Britney Spears              | -                            | -                                 | -                        |
| Myriana   | 16 ans | -                                   | Je te Promets - Johnny Hallyday     | -                            | -                                 | -                        |
| Jordan    | 26 ans | -                                   | Smalltown Boy - Bronski Beat        |                              | Jacques à Dit - Christophe Willem | -                        |
| Patxi     | 27 ans | Assister à un audition de son ami   | One - U2                            |                              | Les Mots Bleus - Christophe       |                          |

### Épisode 2
Le deuxième épisode est diffusé le 31 juillet 2018 à 21 h.
| Candidat           | Âge          | Piège                                  | Épreuve 1 : Audition secrète         | Épreuve 1 : Audition secrète | Épreuve 2 : Titre imposé                    | Épreuve 2 : Titre imposé |
| Candidat           | Âge          | Piège                                  | Chanson                              | Choix du jury                | Chanson                                     | Choix du jury            |
| ------------------ | ------------ | -------------------------------------- | ------------------------------------ | ---------------------------- | ------------------------------------------- | ------------------------ |
| Jeanne et Corentin | 20 et 19 ans | Assister à une séance de cinéma privée | Christine - Christine and The Queens |                              | A quoi ça sert l'amour - Édith Piaf         |                          |
| Tatiana            | 16 ans       | Assister à un nouveau jeu télé         | At last - Etta James                 |                              | Dis lui toi que je t'aime - Vanessa Paradis |                          |
| Tess               | 19 ans       | -                                      | Pull Marine - Isabelle Adjani        | -                            | -                                           | -                        |
| Adrien             | 20 ans       |                                        | Take Me To Church - Hozier           |                              |                                             |                          |
| Sofiane            | 20 ans       | Faire de la manutention (emploi)       | Runnin - Beyonce                     |                              | Cry me a River - Justin Timberlake          |                          |
| Veronique          | 55 ans       | -                                      | Mad World - Gary Jules               | -                            | -                                           | -                        |
| Flavio             | 26 ans       | Assister à un match de football        | Crazy - Ben L'Oncle Soul             |                              | Hurt - Christina Aguilera                   |                          |
| Tabatha            | 26 ans       | Amenée sur le plateau par surprise     | Formidable - Stromae                 |                              | Éblouie par la nuit - Zaz                   | -                        |
| Lèna               | 21 ans       | -                                      | Je m'en vais - Vianney               | -                            | -                                           | -                        |
| Marina             | 24 ans       | -                                      | Amoureuse - Véronique Sanson         | -                            | -                                           | -                        |
| Matthieu           | 37 ans       | -                                      | Say It Ain't So Joe - Murray Head    |                              | -                                           | -                        |
| Romain             | 19 ans       | Tourner dans une publicité             | Blue Hotel - Chris Isaak             |                              | -                                           | -                        |

### Épisode 3
Le troisième épisode est diffusé le 7 août 2018 à 21 h.
| Candidat        | Âge    | Piège                                                | Épreuve 1 : Audition secrète                  | Épreuve 1 : Audition secrète | Épreuve 2 : Titre imposé             | Épreuve 2 : Titre imposé |
| Candidat        | Âge    | Piège                                                | Chanson                                       | Choix du jury                | Chanson                              | Choix du jury            |
| --------------- | ------ | ---------------------------------------------------- | --------------------------------------------- | ---------------------------- | ------------------------------------ | ------------------------ |
| Lilia           | 17 ans | Tester une nouvelle attraction                       | Les moulins de mon cœur - Michel Legrand      |                              | Shake it off - Taylor Swift          |                          |
| Éléonore Hamery | 25 ans | Assister à une comédie musicale                      | Mamma knows best - Jessie J                   |                              | Diamons are forever - Shirley Bassey | -                        |
| Robin           | 22 ans | Assister à un coaching vocal                         | Seras-tu là ? - Michel Berger                 |                              | Attention - Charlie Puth             |                          |
| Yahia           | 28 ans | Dîner expérimental à l'aveugle                       | Rythm is love - Keziah Jones                  |                              |                                      |                          |
| Chloé           | -      | Piégée à son tour, alors qu'elle venait piéger Yahia | What a wonderful world - Louis Armstrong      | -                            | -                                    | -                        |
| Jenie           | 21 ans | Amenée par surprise sur le plateau                   | Dis-mois - BB Brunes                          |                              | American Boy - Estelle               |                          |
| Justin          | 18 ans | Amené par surprise sur le plateau                    | Back to black - Amy Whinehouse                | -                            | -                                    | -                        |
| Émilie          | 35 ans | Assister à une émission de radio                     | Hero - Mariah Carey                           | -                            | -                                    | -                        |
| Billy           | 29 ans | Amené par surprise sur le plateau                    | Human - Rag'N'Bone Man                        |                              | U-Turn (Lili) - Aaron                |                          |
| Henintsoa       | 35 ans | Assister à un concert                                | I wanna dance with somebody - Whitney Houston |                              | Raggamuffin - Selah Sue              |                          |
| Mike            | 65 ans | Découvrir une exposition d'art contemporain          | Don't you know - Kungs                        | -                            | -                                    | -                        |
| Ambre           | 30 ans | Coacher Eric Antoine                                 | Don't go breaking my heart - Elton John       |                              | Come - Jain                          |                          |

### Épisode 4
Le quatrième épisode est diffusé le 14 août 2018 à 21 h.
| Candidat    | Âge    | Piège                                             | Épreuve 1 : Audition secrète              | Épreuve 1 : Audition secrète | Épreuve 2 : Titre imposé              | Épreuve 2 : Titre imposé |
| Candidat    | Âge    | Piège                                             | Chanson                                   | Choix du jury                | Chanson                               | Choix du jury            |
| ----------- | ------ | ------------------------------------------------- | ----------------------------------------- | ---------------------------- | ------------------------------------- | ------------------------ |
| Morgan      | 22 ans | Visiter le salon du tatouage                      | Fallin' - Alicia Keys                     |                              | Tous les mêmes - Stromae              |                          |
| Yann        |        | Partir au studio de cinema de Luc Besson          | Forever Young - Alphaville                |                              | Counting Stars - OneRepublic          |                          |
| Tiffany     | 24 ans | Assister à l'avant-première d'un clip d'Adele     | Hello - Adele                             |                              | Si t'étais là - Louane                |                          |
| Julien      | 20 ans | Assister au tournage d'une publicité              | I Got A Woman - Ray Charles               | -                            | -                                     | -                        |
| Stephanie   | 42 ans | Donner un cours de chant                          | Happy - Pharrell Williams                 |                              | Memory - Barbra Streisand             |                          |
| Meryem      | 22 ans | Assister à un concert de violon                   | Aline - Christophe                        |                              | True Colors - Cyndi Lauper            |                          |
| Mahalia     | 28 ans | Participer à un Karaoké nouvelle generation en 3D | I Feel It Coming - The Weeknd & Daft Punk |                              | Avec le temps - Léo Ferré             |                          |
| Linkhan     | 29 ans | Amené par surprise sur le plateau                 | Changer - Maitre Gims                     |                              | Knockin' On Heaven's Door - Bob Dylan |                          |
| Sylvie      | 42 ans | Amenée par surprise sur le plateau                | Lettre à France - Michel Polnareff        | -                            | -                                     | -                        |
| Christopher |        | Participer à un shooting photo pour une revue     | J'aime les filles - Jacques Dutronc       | -                            | -                                     | -                        |
| Meryll      | 29 ans | Subir un relooking pour un shooting photo         | Besoin d'amour - France Gall              |                              | Lost on You - LP                      |                          |

### Épisode 5: l'ultime audition
Le cinquième épisode est diffusé le mardi 21 août 2018 à 21h.
Le jury (Pascal Nègre et Julien Creuzard) recevront un avis consultatif de la part de 5 professionnels des médias :
- Rachel Cartier (Deezer)
- Damien Chamard Boudet (Live Nation France)
- Frédéric Pau (directeur délégué de Virgin Radio)
- Pascal Amiaud (directeur de la musique de RTL)
- Sébastien Lebois (directeur d'antenne d'Alouette)

| Candidat           | Âge          | Chanson                                        | Candidats signés |
| ------------------ | ------------ | ---------------------------------------------- | ---------------- |
| Lance              | 21 ans       | Diamonds - Rihanna                             |                  |
| Fauve              | 29 ans       | Sweet Dreams - Eurythmics                      | -                |
| Flavio             | 26 ans       | Si seulement je pouvais lui manquer - Calogero | -                |
| Billy              | 29 ans       | Rodéo - Zazie                                  | -                |
| Morgan             | 22 ans       | Get Lucky - Daft Punk                          | -                |
| Patxi              | 27 ans       | Creep - Radiohead                              | -                |
| Déborah            | 26 ans       | La ceinture - Élodie Frégé                     |                  |
| Jeanne et Corentin | 20 et 19 ans | Toi mon toit - Elli Medeiros                   |                  |
| Yann               | ?            | Ces gens-là - Jacques Brel                     | -                |
| Tatiana            | 16 ans       | Summertime Sadness - Lana Del Rey              | -                |
| Sofiane            | 20 ans       | Envole-moi - Jean-Jacques Goldman              |                  |
| Linkhan            | 29 ans       | N'importe quoi - Florent Pagny                 | -                |

## Audiences
|  |

| Jour et horaire de diffusion        | Audience moyenne          | Audience moyenne | Classements | Références |
| Jour et horaire de diffusion        | Nombre de téléspectateurs | PDM              | Classements | Références |
| ----------------------------------- | ------------------------- | ---------------- | ----------- | ---------- |
| Mardi 24 juillet 2018 (21h00-23h05) | 2 100 000                 | 12,5 %           | 3e          | [ 8 ]      |
| Mardi 31 juillet 2018 (21h00-23h10) | 1 850 000                 | 11,2 %           | 4e          | [ 9 ]      |
| Mardi 7 août 2018 (21h00-23h10)     | 1 360 000                 | 8,9 %            | 4e          | [ 10 ]     |
| Mardi 14 août 2018 (21h00-23h10)    | 1 400 000                 | 9,6 %            | 4e          | [ 11 ]     |
| Mardi 21 août 2018 (21h00-23h45)    | 1 333 000                 | 8,5 %            | 4e          | [ 12 ]     |

## Adaptation
À la suite du succès en France des premières émissions, le télé crochet s'exporte sur une dizaine de pays à travers le monde via la MGM.